# Universidade Ain Shams
Universidade Ain Shams (em árabe: جامعة عين شمس) é uma universidade pública localizada no Cairo, Egito. Fundada em 1950, a universidade oferece educação nos níveis de graduação, pós-graduação e pós-graduação.

## História
A Universidade Ain Shams foi fundada em julho de 1950, a terceira universidade pública egípcia nativa não sectária mais antiga (antigas universidades islâmicas como Al-Azhar e instituições privadas como a Universidade Americana no Cairo são mais antigas), sob o nome de Ibrahim Pasha ' s Universidade. Seu local costumava ser um antigo palácio real, chamado Palácio Zafarana. As duas primeiras universidades desse tipo são a Universidade do Cairo (ex- universidade Fuad I ) e a Universidade de Alexandria (ex-universidade Farouk I). Quando foi estabelecida, a Universidade Ain Shams tinha várias faculdades e institutos acadêmicos, que mais tarde se transformaram em uma universidade. A estrutura acadêmica da universidade inclui 14 faculdades, 1 faculdade e 2 institutos superiores, além de 12 centros e unidades especiais.

## Faculdades e institutos
- Faculdade de Agricultura (4 anos)
- Faculdade de Artes
- Faculdade de Comércio (4 anos)
- Faculdade de Ciências da Computação e da Informação (4 anos)
- Faculdade de Educação (4 anos)
- Faculdade de Odontologia (6 anos)
- Faculdade de linguística (Al Alsun) (4 anos)
- Faculdade de Direito
- Faculdade de Medicina (7 anos)
- Faculdade de Enfermagem
- Faculdade de Farmácia (6 anos)
- Faculdade de Engenharia (5 anos)
- Faculdade de Ciências (4 anos)
- Faculdade de Educação Específica
- Faculdade de Mulheres para Artes, Ciências e Educação.
- Faculdade de Arqueologia (4 anos)
- Instituto de Estudos e Pesquisas Ambientais
- Instituto de Pós-Graduação da Infância
- Instituto Superior de Estudos Cooperativos e Gerenciais

## Campi

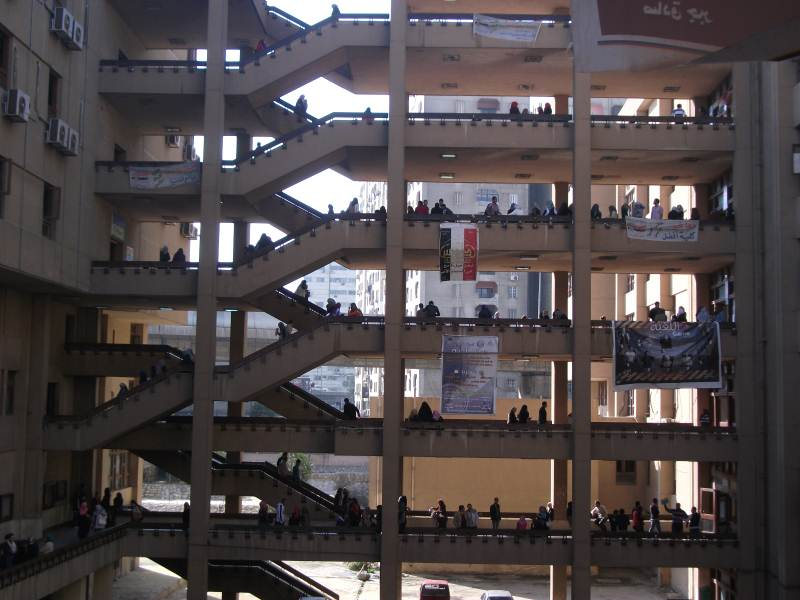
Universidade Ain Shams, Escola de Alsun.

Ain Shams University tem oito campi. Dois deles estão próximos um do outro, separados por uma estrada principal chamada El-Khalifa El-Maamoun; todos eles estão na Grande Cairo.
O campus principal fica em Abbassia, Cairo e abriga a Administração e Gestão no Saffron Palace, Centro de Desenvolvimento de Educação Científica, Biblioteca Central, Child Hood Center e a Cidade Universitária ( albergue estudantil), além das faculdades de Ciência da Computação, Ciências, Lei e Arte. O Campus oposto abriga a faculdade de Comércio, Alsun, Ciências Farmacêuticas e Odontologia.
O Women's College tem seu próprio campus. A Faculdade de Educação Específica, a Faculdade de Educação e a Faculdade de Agricultura estão localizadas em campi separados em Abassia, Heliópolis e Xubra el-Kheima, respectivamente.

## Filmagens
Em 2012, a Misr International Films estava produzindo uma série de televisão baseada no romance Zaat de Sonallah Ibrahim. As filmagens das cenas ambientadas na Universidade Ain Shams estavam programadas para ocorrer naquele ano, mas estudantes da Irmandade Muçulmana e alguns professores da escola protestaram, afirmando que as roupas da década de 1970 usadas pelas atrizes eram indecentes e não permitiriam as filmagens, a menos que as roupas fossem trocadas. Gaby Khoury, chefe da produtora de filmes, afirmou que o chefe do departamento de engenharia, Sherif Hammad, "insistiu para que as filmagens parassem e que seríamos reembolsados... explicando que ele não foi capaz de garantir a proteção dos materiais ou dos artistas."

## Classificações
De acordo com o ranking Webometrics World Universities de 2014 (destinado a promover a publicação na Web, não a classificar instituições), a Ain Shams University está classificada em 3º lugar no Egito, 25º no mundo árabe e 15º na África.

## Pessoas

### Corpo docente notável
- Mervat Seif el-Din (nascido em 1954), arqueólogo clássico e ex-diretor do Museu Greco-Romano
- Abd El Aziz Muhammad Hegazi (1923–2014), primeiro-ministro do Egito durante a presidência de Anwar Sadat
- Abdel Rahman Badawi (1917–2002), professor de filosofia e poeta
- Aisha Abd al-Rahman (1913–1998), autora egípcia e professora de literatura (pseudônimo: Bint al-Shati )

### Ex-alunos notáveis
- Hani Azer (nascido em 1948), engenheiro civil
- Charles Butterworth (nascido em 1938), filósofo americano
- Farouk El-Baz (nascido em 1938), cientista espacial
- Mauro Hamza, treinador de esgrima[8]
- Ekmeleddin İhsanoğlu (nascido em 1943), acadêmico turco, político e diplomata
- Sherif Ismail (nascido em 1955), primeiro-ministro do Egito
- Emire Khidayer (nascido em 1971), diplomata, empresário e escritor
- Ahmed Zulfikar (1952-2010), empresário egípcio
- Ammar El Sherei (1948-2012), compositor egípcio
- Abdel Latif Moubarak (nascido em 1964), poeta egípcio
- Fathulla Jameel (1942-2012), Ministro das Relações Exteriores das Maldivas
- Ebrahim Nafae (1934–2018), jornalista e editor de jornal[9]
- Sameh Shoukry (nascido em 1952), embaixador do Egito nos Estados Unidos
- Rashad Khalifa (nascido em 1935), bioquímico, fundador da United Submitters International
- Omar Touray (nascido em 1965), diplomata gambiano
- Farouk al-Fishawy (1952–2019), ator egípcio
- Kenan Yaghi, atual Ministro das Finanças da Síria
- Jamal Badawi, pregador e palestrante sobre o Islã
- Taha El Sherif Ben Amer, Ministro dos Transportes da Líbia

## Galeria de fotos

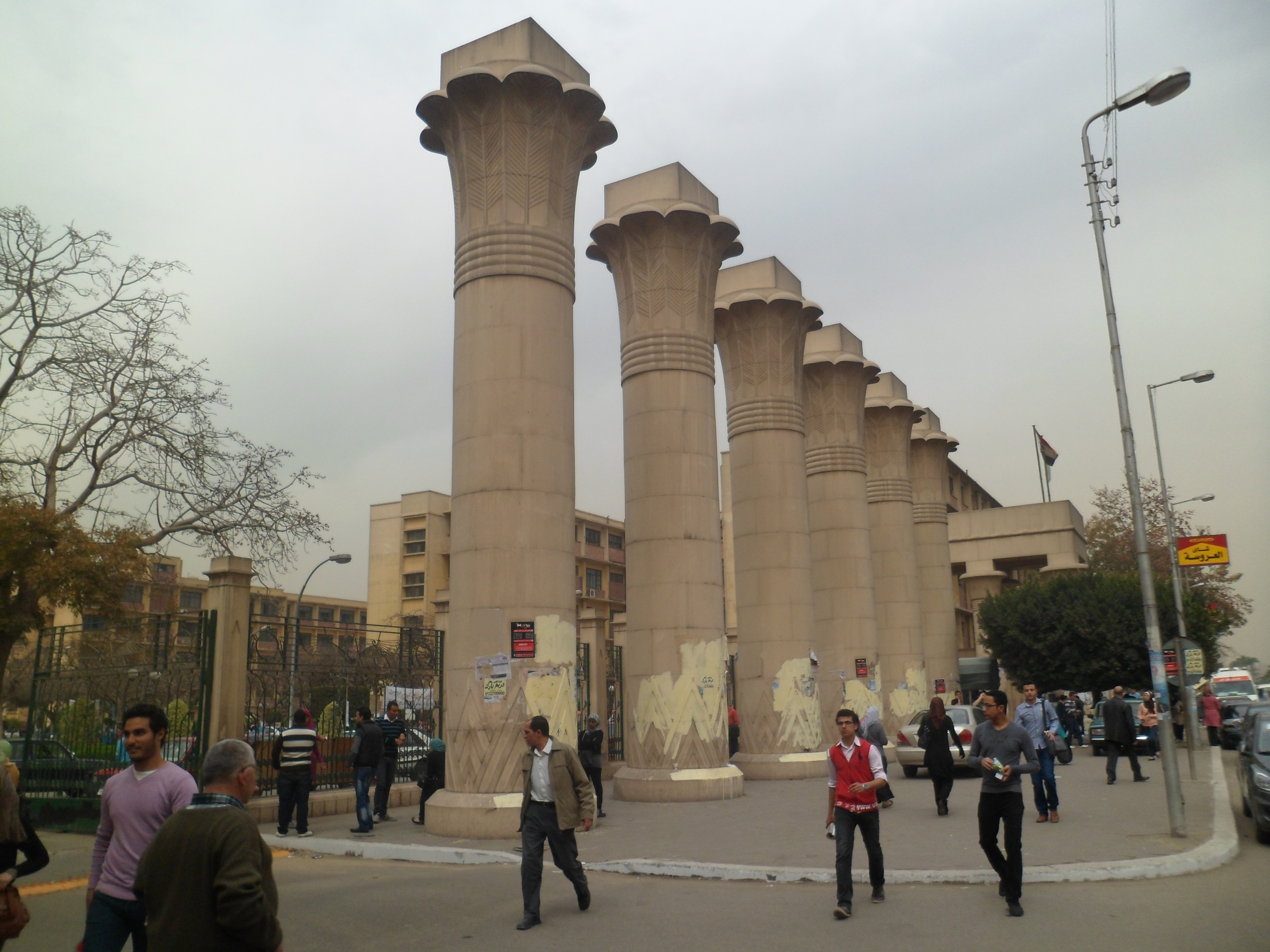
Main gate
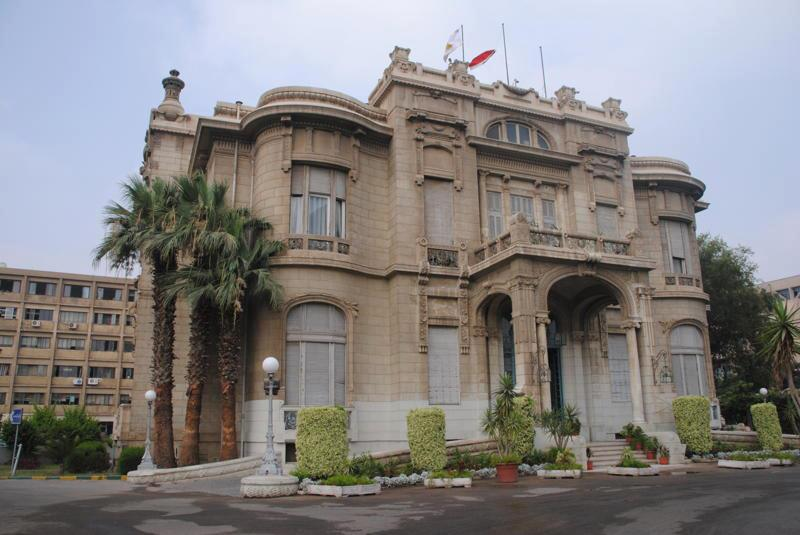
Za'farana palace
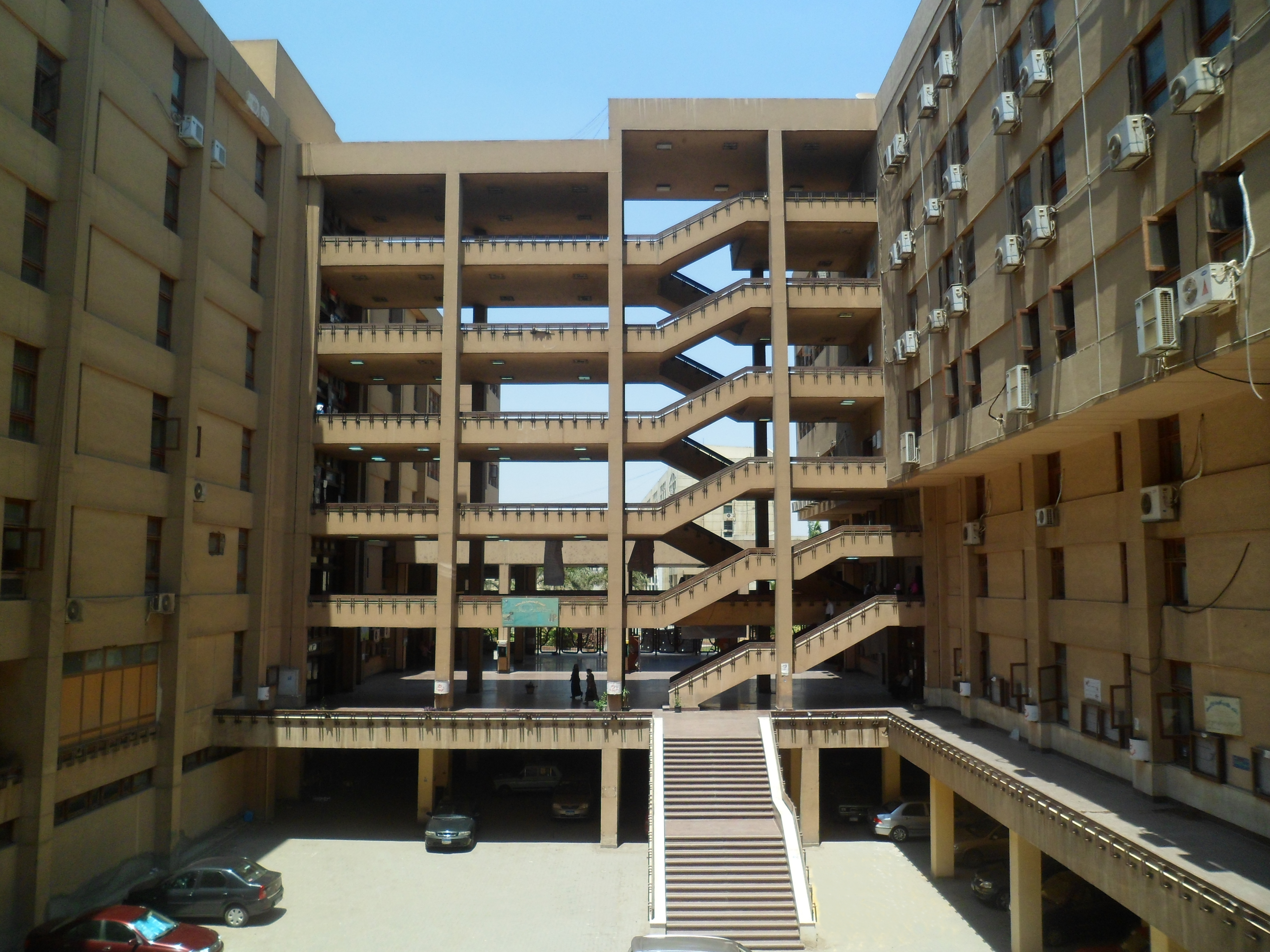
School of Alsun
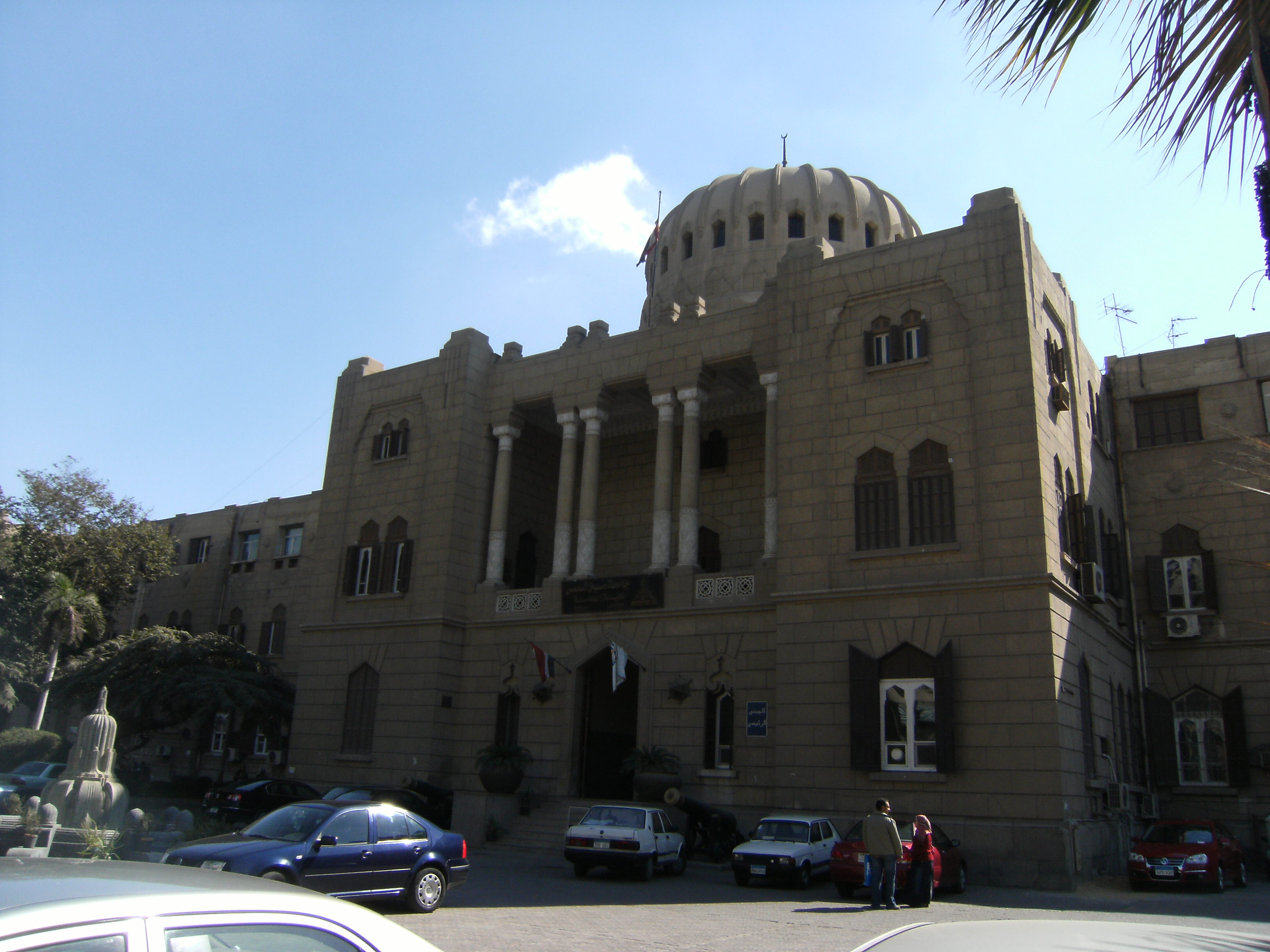
Faculty of Engineering
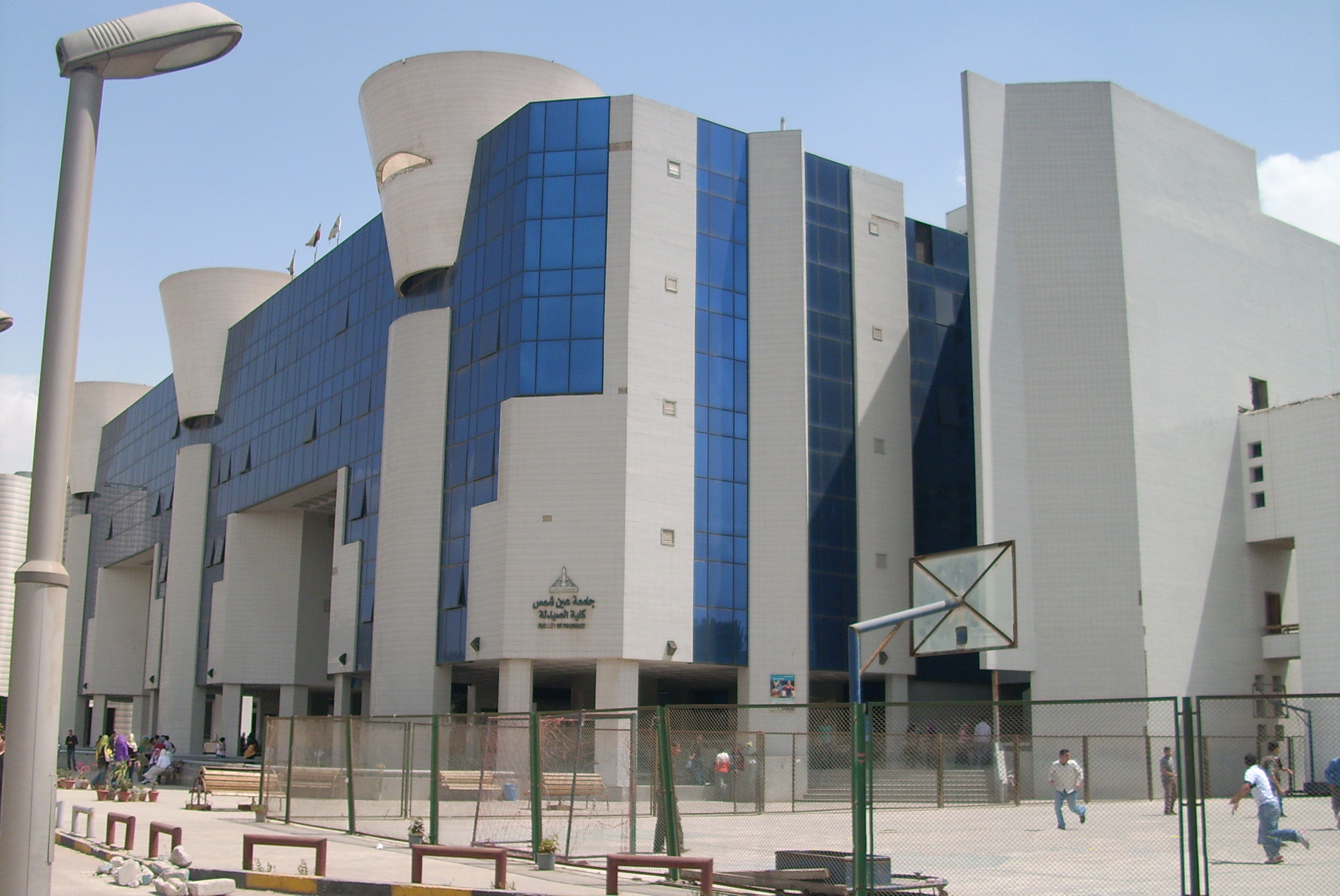
Faculty of Pharmacy